# Gammarus argaeus
Gammarus argaeus is een vlokreeftensoort uit de familie van de Gammaridae. De wetenschappelijke naam van de soort is voor het eerst geldig gepubliceerd in 1905 door Vávra.
De mannelijke dieren van deze soort kunnen 15 mm groot worden. Levende exemplaren zijn bruin tot grijs van kleur met witte opalen ogen. Zij komen voor in het centrale deel van aziatisch Turkije. Hier is G. argaeus meestal te vinden in langzaam tot matig stromend water, vaak met een grote hoeveelheid Ca-ionen.